# Železniční trať Novi Sad – Bogojevo

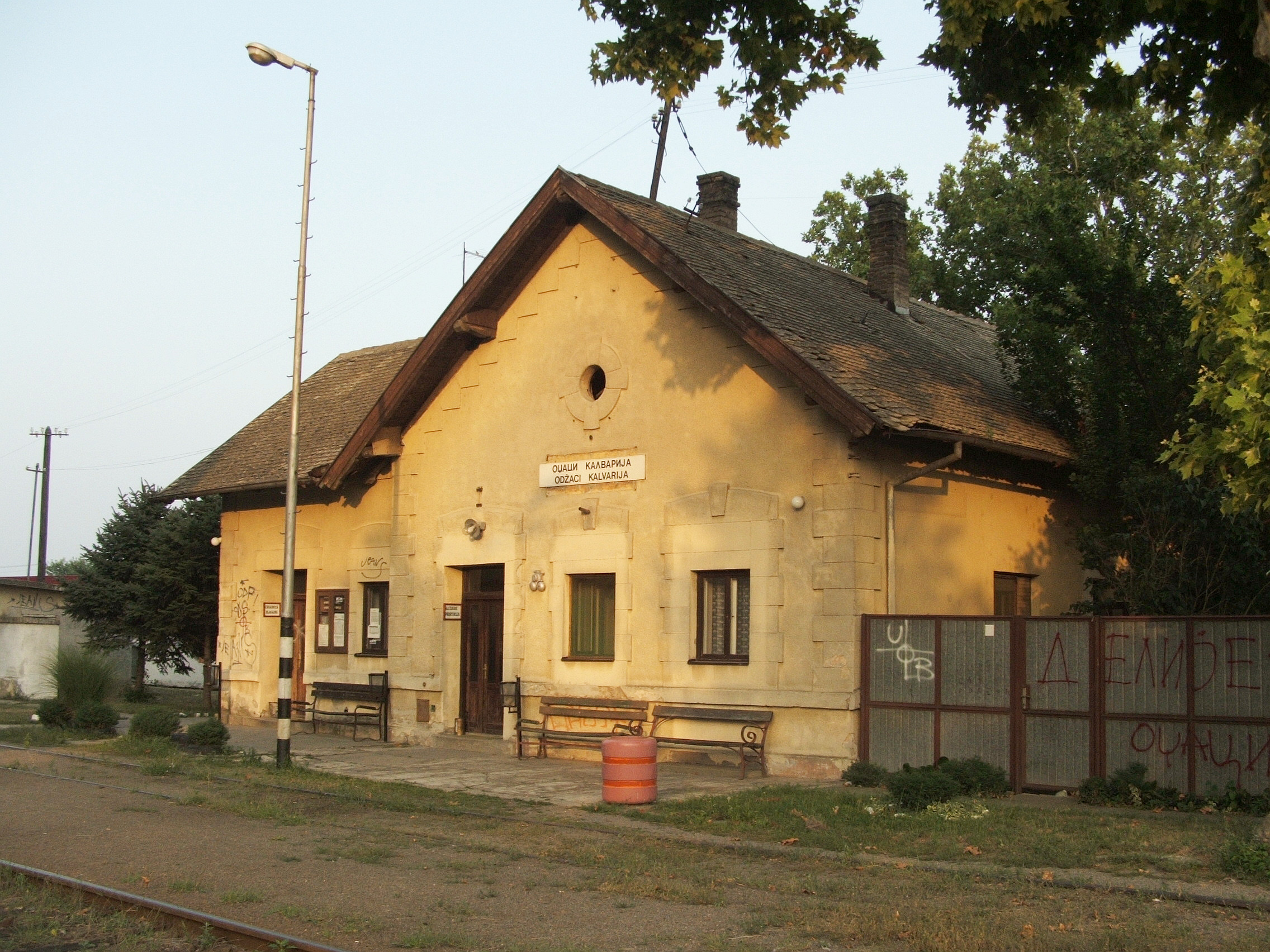
Zastávka a nákladiště Odžaci Kalvarija

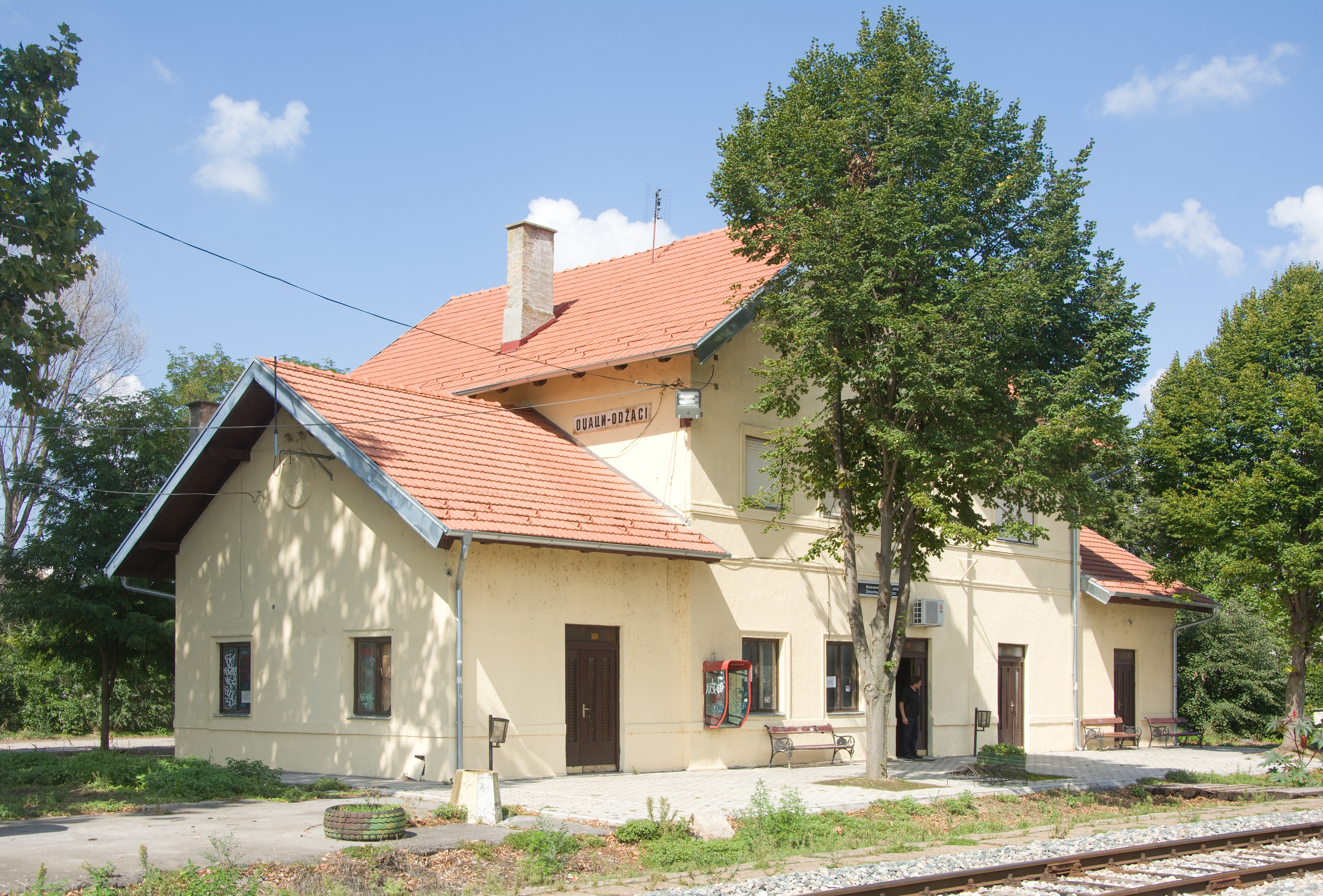
Stanice Odžaci

Železniční trať Novi Sad–Bogojevo (srbsky Железничка пруга Нови Сад–Богојево) se nachází v severní části Srbska, v autonomní oblasti Vojvodina. Zajišťuje napojení západní části Vojvodiny na její hlavní město. Jednokolejná neelektrizovaná trať je považována za trať hlavního významu (srbsky Магистрална пруга). Evidována je pod číslem 21, resp. 207. Její délka činí 88 km.

## Trasa
Trať je vedena západně z Nového Sadu přes obce Futog a Maglić do obce Gajdobra. Tam se odpojuje další regionální trať do města Bačka Palanka. Z Gajdobry trať pokračuje dále na severozápad až do města Odžaci. Odtud se stáčí na západ do obce Karavukovo, kde překonává zavlažovací kanál a močál Donja slatina. Trať končí u obce Bogojevo, kde se napojuje na hlavní dopravní tah z města Sombor do chorvatského Osijeku.

## Historie
Trať byla dokončena v září 1895 v úseku z Nového Sadu až do Odžaků. Zbývající západní část trati až do stanice Bogojevo byla zprovozněna roku 1908.
V souvislosti s obnovou země po druhé světové válce byla realizována i obnova této trati. Kompletní rekonstrukce trati byla provedena v letech 1950 až 1951, celkem bylo znovu postaveno 73 km trati. Traťová rychlost byla zvýšena na 65 km/h.
V roce 2013 bylo zvažováno partnerství soukromého a veřejného sektoru pro obnovu trati.
V roce 2020 byla uskutečněna rekonstrukce některých nádraží a místních kolejišť. Byla zvýšena cestovní rychlost na 80 km/h. Důvodem obnovy bylo také zvýšení kapacity, neboť trať má sloužit pro objíždky vlaků v případě rekonstrukce severní části trati Bělehrad–Subotica. Celkem bylo vyměněno 9,5 km kolejí a stavební práce si vyžádaly náklady ve výši 5,7 mil. eur.

## Stanice a zastávky
- Novi Sad
- Futog
- Bački Petrovac/Gložan
- Gajdobra
- Parage
- Ratkovo
- Odžaci
- Karavukovo
- Odžaci Kalvarija
- Bogojevo Selo
- Bogojevo